# Selan
Selan je priimek več znanih Slovencev:
- Andrej Selan (1938—2022), zborovodja v Argentini
- Boris Selan (*1948), strojnik ... ?
- Domen in Klemen Selan, sabljača
- Ivan Selan (1902—1981), kartograf samouk, izdelovalec reliefov
- Jože Selan, avtor zapiskov s Soške fronte (po rodu iz Novih sel)
- Jurij Selan, slikar, likovni teoretik in likovni pedagog (prof. PEF UL)
- Maks Selan (*1988), hokejist
- Marko Selan, arhitekt (=? pesnik, prevajalec)
- Matej Selan (*1960), baletni plesalec, pedagog in koreograf
- Nežka Selan, sabljačica
- Sabina Selan, baletna plesalka
- Sebastijan Selan, obveščevalec (direktor SOVE 2010-12)
- Viljem (Wilhelm) Selan (1891—1933), elektroinženir na Dunaju
- Zvonimir Selan, prevajalec
- Živa Selan (*1995), igralka